# Torna a 2006-os nemzetközösségi játékokon
A 2006-os nemzetközösségi játékokon a torna versenyszámait március 16. és 26. között rendezték meg.

## Összesített éremtáblázat
| #        | Ország                  | Arany | Ezüst | Bronz | Összesen |
| 1.       | Kanada                  | 12    | 5     | 5     | 22       |
| 2.       | Ausztrália              | 6     | 7     | 8     | 21       |
| 3.       | Anglia                  | 2     | 2     | 2     | 6        |
|          |                         |       |       |       |          |
| 4.       | Malajzia                | 0     | 5     | 2     | 7        |
| 5.       | Wales                   | 0     | 1     | 0     | 1        |
|          |                         |       |       |       |          |
| 6.       | Ciprus                  | 0     | 0     | 1     | 1        |
| 6.       | Skócia                  | 0     | 0     | 1     | 1        |
| 6.       | Dél-afrikai Köztársaság | 0     | 0     | 1     | 1        |
| Összesen | Összesen                | 20    | 20    | 20    | 60       |

## Szertorna

### Férfi
| versenyszám      | arany                                                                              | arany        | ezüst                                                                                                 | ezüst        | bronz                                                                              | bronz        |
| Talaj            | Adam Alexander Wong (Kanada)                                                       | 14.975 pont  | Shu Wai Ng (Malajzia)                                                                                 | 14.850 pont  | Kyle Shewfelt (Kanada)                                                             | 14.700 pont  |
| Lólengés         | Louis Smith (Anglia)                                                               | 15.775 pont  | Prashanth Sellathurai (Ausztrália)                                                                    | 15.600 pont  | Grant Golding (Kanada)                                                             | 14.875 pont  |
| Gyűrű            | Joshua Jefferis (Ausztrália)                                                       | 15.875 pont  | Damian Istria (Ausztrália)                                                                            | 15.700 pont  | Irodotos Georgallas (Ciprus)                                                       | 15.300 pont  |
| Ugrás            | Kyle Shewfelt (Kanada)                                                             | 16.337 pont  | Nathan Gafuik (Kanada)                                                                                | 16.112 pont  | Samuel Offord (Ausztrália)                                                         | 15.862 pont  |
| Korlát           | Grant Golding (Kanada)                                                             | 15.450 pont  | Philippe Rizzo (Ausztrália)                                                                           | 15.275 pont  | Joshua Jefferis (Ausztrália)                                                       | 14.800 pont  |
| Nyújtó           | Damian Istria (Ausztrália)                                                         | 15.600 pont  | David Eaton (Wales)                                                                                   | 15.000 pont  | Owen Batchelor (Anglia)                                                            | 14.950 pont  |
| Egyéni összetett | Joshua Jefferis (Ausztrália)                                                       | 89.450 pont  | Nathan Gafuik (Kanada)                                                                                | 88.350 pont  | Philippe Rizzo (Ausztrália)                                                        | 88.200 pont  |
| Csapat összetett | Kanada · Nathan Gafuik · Grant Golding · David Kikuchi · Kyle Shewfelt · Adam Wong | 269.750 pont | Ausztrália · Damian Istria · Joshua Jefferis · Samuel Offord · Philippe Rizzo · Prashanth Sellathurai | 268.850 pont | Anglia · Ryan Bradley · Ross Brewer · Luke Folwell · Louis Smith · Kristian Thomas | 260.000 pont |

### Női
| versenyszám      | arany                                                                                     | arany        | ezüst                                                                  | ezüst        | bronz                                                                                      | bronz        |
| Ugrás            | Imogen Cairns (Anglia)                                                                    | 14.325 pont  | Alyssa Brown (Kanada)                                                  | 14.275 pont  | Naomi Russell (Ausztrália)                                                                 | 14.137 pont  |
| Felemáskorlát    | Elyse Hopfner-Hibbs (Kanada)                                                              | 15.100 pont  | Shavahn Church (Anglia)                                                | 14.875 pont  | Monette Russo (Ausztrália)                                                                 | 14.850 pont  |
| Gerenda          | Elyse Hopfner-Hibbs (Kanada)                                                              | 14.950 pont  | Hollie Dykes (Ausztrália)                                              | 14.925 pont  | Becky Downie (Anglia)                                                                      | 14.075 pont  |
| Talaj            | Hollie Dykes (Ausztrália)                                                                 | 14.650 pont  | Ashleigh Brennan (Ausztrália)                                          | 13.925 pont  | Francki van Rooyen (Dél-afrikai Köztársaság)                                               | 13.900 pont  |
| Egyéni összetett | Chloe Sims (Ausztrália)                                                                   | 57.100 pont  | Elyse Hopfner-Hibbs (Kanada)                                           | 57.100 pont  | Hollie Dykes (Ausztrália)                                                                  | 55.800 pont  |
| Csapat összetett | Ausztrália · Ashleigh Brennan · Hollie Dykes · Naomi Russell · Monette Russo · Chloe Sims | 172.600 pont | Anglia · Imogen Cairns · Shavahn Church · Hannah Clowes · Becky Downie | 164.350 pont | Kanada · Alyssa Brown · Brittnee Habbib · Elyse Hopfner-Hibbs · Jenna Kerbis · Gael Mackie | 162.550 pont |

## Ritmikus gimnasztika
| versenyszám      | arany                                                             | arany        | ezüst                                                                | ezüst        | bronz                                                          | bronz       |
| Kötél            | Alexandra Michel Orlando (Kanada)                                 | 13.575 pont  | Durratun Nashihin Rosli (Malajzia)                                   | 13.250 pont  | Yana Tsikaridze (Kanada)                                       | 12.500 pont |
| Labda            | Alexandra Michel Orlando (Kanada)                                 | 14.850 pont  | Kimberly Mason (Ausztrália)                                          | 13.875 pont  | Wen Chean Lim (Malajzia)                                       | 13.225 pont |
| Buzogány         | Alexandra Michel Orlando (Kanada)                                 | 14.200 pont  | Durratun Nashihin Rosli (Malajzia)                                   | 13.475 pont  | Kimberly Mason (Ausztrália)                                    | 12.825 pont |
| Szalag           | Alexandra Michel Orlando (Kanada)                                 | 13.775 pont  | Yana Tsikaridze (Kanada)                                             | 12.500 pont  | Wen Chean Lim (Malajzia)                                       | 12.350 pont |
| Egyéni összetett | Alexandra Michel Orlando (Kanada)                                 | 54.625 pont  | Durratun Nashihin Rosli (Malajzia)                                   | 50.825 pont  | Yana Tsikaridze (Kanada)                                       | 49.575 pont |
| Csapat összetett | Kanada · Carly Orava · Alexandra Michel Orlando · Yana Tsikaridze | 128.775 pont | Malajzia · Seow Ting Foong · Wen Chean Lim · Durratun Nashihin Rosli | 124.175 pont | Ausztrália · Naazmi Johnston · Amanda Lee See · Kimberly Mason | 117.175     |